# Yang Shaohou
Yang Zhaoxiong, detto Yang Mengxiang e più tardi soprannominato Yang Shaohou (1862 – 1930), è stato un artista marziale cinese, terza generazione della famiglia Yang.
Studiò il taijiquan con suo padre Yang Jianhou e suo zio Yang Banhou fin da tenera età.
La maggior parte delle sue conoscenze derivano da Yang Banhou. Di forte indole, non sopportava l'ingiustizia sofferta dagli altri. Da giovane imparò la forma media stabilita da suo padre, ma più tardi sviluppò una forma cosiddetta piccola, che era alta con piccoli movimenti ora lenti ora improvvisi. Il suo rilasciare l'energia (fajin) era forte e schioccante, accompagnato da suoni improvvisi. Yang Shaohou ebbe un figlio chiamato Yang Zhensheng, che poi studiò con Yang Chengfu.